# Jerome Lawrence
Jerome Lawrence (născut Jerome Lawrence Schwartz; n. 14 iulie 1915, Cleveland, Ohio, SUA – d. 29 februarie 2004, Malibu, California, SUA) a fost un dramaturg și scriitor american. După ce a absolvit cursuri la Ohio State University în 1937 și University of California, Los Angeles în 1939, Lawrence a colaborat cu Robert Edwin Lee la postul de radio al Forțelor Armate Americane. Cei doi au format un parteneriat pe durata vieții lor și au continuat să colaboreze la scrierea mai multor piese de teatru și a libretelor unor musicaluri până la moartea lui Lee în 1994.
Lawrence și Lee au devenit celebri cu piesa de teatru Inherit the Wind din 1955, inspirată din Procesul maimuțelor. Lawrence a descris piesele cuplului ca „împărtășind tema demnității fiecărui individ și a luptei pe tot parcursul vieții împotriva limitării și a cenzurii”. Cei doi au evitat mai târziu în mod deliberat Broadway-ul și au format American Playwrights Theater în 1963 pentru a-și promova piesele. După moartea lui Lee, Lawrence a continuat să scrie piese în casa sa din Malibu, California. A murit la Malibu în 29 februarie 2004, din cauza complicațiilor produse în urma unui accident vascular cerebral.

## Biografie
Jerome Lawrence Schwartz s-a născut în Cleveland, Ohio, la 14 iulie 1915. Tatăl lui Lawrence, Samuel Schwartz, conducea o tipografie, în timp ce mama lui, Sarah (născută Rogen), scria poezii și făcea voluntariat. După ce a absolvit liceul din Glenville în 1933, Lawrence a urmat cursurile de la Ohio State University, pe care le-a absolvit în 1937 cu diplomă de licență. În timp ce era student la Ohio State University, Lawrence a fost inițiat ca membru în filiala Nu a Fraternității Zeta Beta Tau, o fraternitate socială evreiască. Doi ani mai târziu, a absolvit studii universitare la University of California, Los Angeles.
Lawrence a lucrat pentru mai multe ziare mici ca reporter și redactor înainte de a fi angajat ca scriitor pentru postul de radio al CBS. Împreună cu partenerul său scriitor, Robert E. Lee, Lawrence a lucrat pentru postul de radio al Forțelor Armate Americane în timpul celui de-al Doilea Război Mondial; Lawrence și Lee au format cel mai prolific parteneriat scriitoricesc din domeniul radiofonic, fiind autorii unor seriale radiofonice de lungă durată precum Favorite Story.
Lawrence și Lee s-au orientat către teatrul radiofonic în 1955 cu Inherit the Wind, care continuă să fie una dintre cele mai reprezentate piese ale teatrului american. Ei sunt, de asemenea, bine cunoscuți pentru piesele Auntie Mame, The Incomparable Max și First Monday in October. În 1965 Lawrence și Lee au fondat American Playwrights' Theatre, într-o încercare de a ocoli teatrele cu scop comercial de pe Broadway, ceea ce a prefigurat mișcarea teatrală profesionistă regională. Piesa lor de mare succes, The Night Thoreau Spent in Jail, a avut premiera la universitatea absolvită de Lawrence, Ohio State University, care le-a comandat o piesă despre viața și vremurile lui James Thurber, Jabberwock (1972).
În total, cei doi au colaborat la 39 de creații lirico-literare și au scris, împreună cu James Hilton, o adaptare muzicală a romanului Orizont pierdut, intitulată Shangri-La. Ei au adaptat, împreună cu compozitorul Jerry Herman, piesa Auntie Mame în musicalul Mame, care a câștigat un premiu Tony pentru interpretarea actriței Angela Lansbury. Mai puțin reușit a fost musicalul Dear World, o adaptare muzicală a piesei The Madwoman of Chaillot a lui Jean Giraudoux, realizată de Lawrence și Lee în colaborare cu Herman, tot cu Lansbury în rol principal.
Unele piese scrise de Lawrence și Lee sunt inspirate de evenimente din istoria Statelor Unite ale Americii pentru a vorbi despre problemele contemporane. Inherit the Wind (1955) a ficționalizat Procesul maimuțelor ca un mijloc de a pune în discuție libertatea intelectuală și mccarthyismul. The Gang's All Here (1959) a examinat corupția guvernamentală din anii 1920. The Night Thoreau Spent in Jail (1970) este o prezentare, într-o perioadă de contestare publică a Războiului din Vietnam, a opoziției lui Thoreau față de Războiul Mexicano-American.
Lawrence a predat dramaturgia la programul de masterat în scrierea profesionistă de la University of Southern California. Singura nominalizare a lui Lawrence la premiul Tony a fost pentru cel mai bun libret al unui musical (Mame).
Lawrence a murit din cauza complicațiilor cauzate de un accident vascular cerebral în Malibu, California. Nepoata lui este flautista Paula Robison.
În 1986 Ohio State University a înființat Institutul de Cercetare Teatrală Jerome Lawrence și Robert E. Lee, o arhivă de cercetări teatrale care a primit numele celor doi dramaturgi.

## Legături externe
- en Jerome Lawrence la Internet Broadway Database
- Jerome Lawrence la Internet Movie Database
- Jerome Lawrence la Allmovie
- Jerome Lawrence la TCM Movie Database
- Jerome Lawrence la Find a Grave
- Lawrence and Lee papers, 1917-1974, held by the Billy Rose Theatre Division, New York Public Library for the Performing Arts